# Субанг-Джая
Субанг-Джая (малай. Subang Jaya, розмовне — «SJ», араб. سوبڠ جاي) — нове (засноване у 1974), сучасне місто в Малайзії, у штаті Селангор, адміністративний центр округу Петалінг.

## Історія

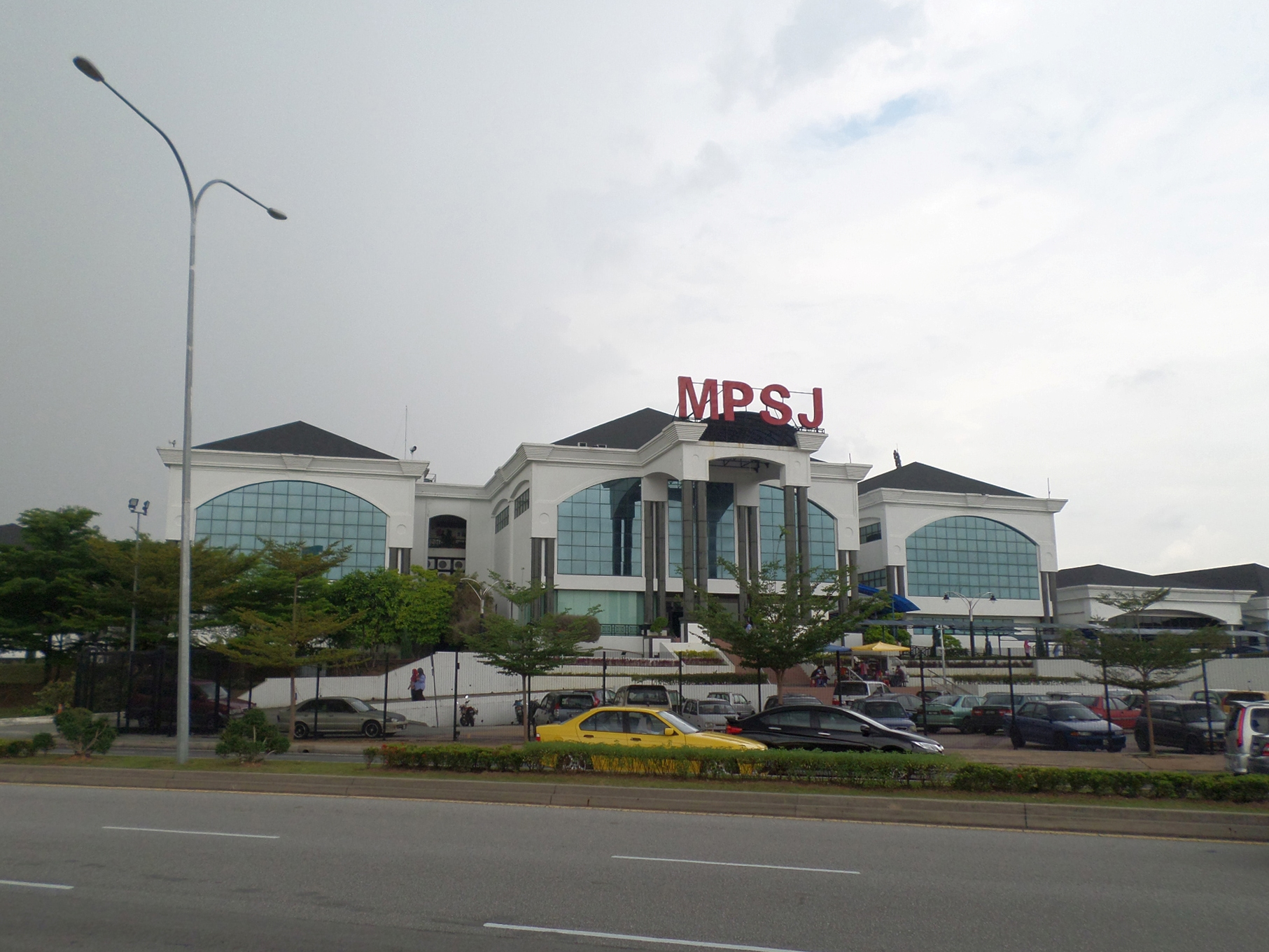
Муніципальна рада Субанг-Джаї

Спочатку Субанг-Джая входив до муніципалітету Петалінг-Джая. Проте, через високу щільність населення і швидкий розвиток, у 1974 році було прийнято рішення утворити муніципалітет — Субанг-Джая, яким керувала би муніципальна рада. Будівельні роботи з розвитку міста розпочалася 21 лютого 1976 року і були закінчені у 1988 році.
У 1997 році містечко Субанг-Джая отримало статус свого власного муніципалітету (MPSJ), до якого були передані керівні повноваження від муніципальної ради Петалінг-Джая (MPPJ). Новостворена муніципальна рада (MPSJ) є місцевим органом влади не тільки в самому місті, але і в житлових районах USJ, Путра-Гейгтс, передмісті Бату-Тіґа, населених пунктах Бандар-Сунвай, Пучонґ, Бандар-Кінрара, Сері-Кембанґан, Балаконґ та інших частинах округу Петалінг.

## Географія
Місто розташоване на заході малайзійської частини півострова Малакка, на південний захід від столиці (в безпосередній близькості від столиці, в густонаселеній агломерації, куди входить і столиця країни), в центральній частині штату Селангор. Займає площу 70 км², населення становить 948 296 осіб (2015), середня густота — 13547 осіб/км².

## Економіка
Субанг Джая відомий як великий центр легкої промисловості в долині Кланг. Основні промислові райони в місті: Субанг Індастрі Парк SS13, Сайм UEP Індастрі Парк, Субанг Гі-Теч Індастрі Парк, з підприємствами легкої і важкої промисловості.
Тут розташовані відомі в усьому світу штаб-квартири компаній: «Proton Holdings», «Lotus Cars», «Faber-Castell» і багато інших великих міжнародних компаній.

## Освіта

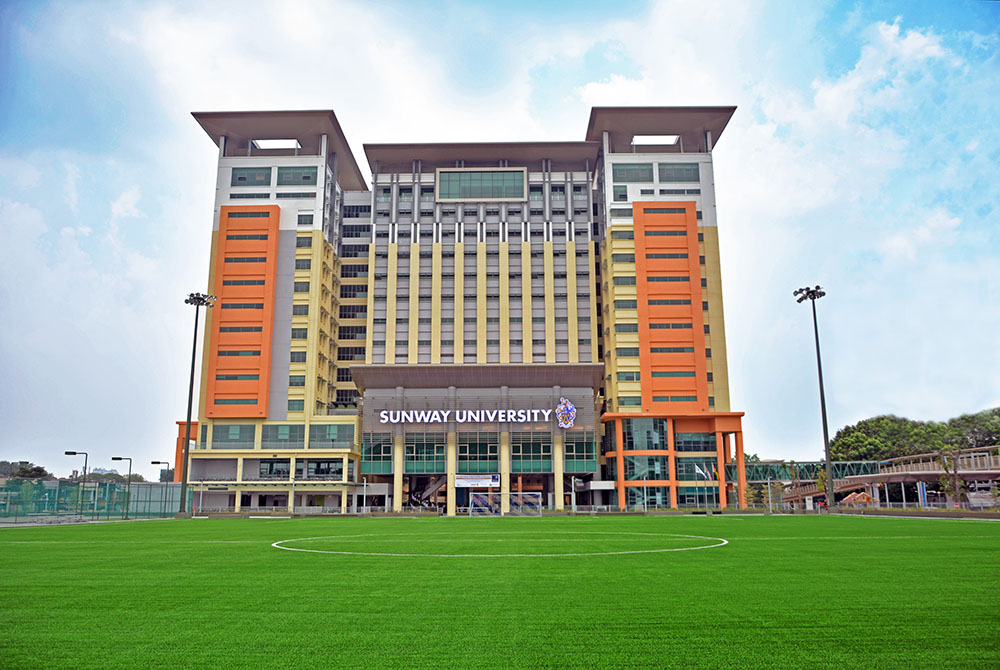
Університет «Сунвай»

Субанг Джая є одним із центрів вищої освіти, який має безліч великих міжнародних приватних коледжів та університетів. Зокрема, в комерційному районі SS15, є університет «Тейлорс», «Інті коледж», «Метрополітен коледж», «ALFA Інтернаціонал коледж» і «Тейлор коледж».
У місті розташовано понад 30 початкових і середніх шкіл, включаючи місцеві, приватні та міжнародні. Дві приватні школи, «Шрі-Куала-Лумпур» і «Шрі-Седая центр» первинного та вторинного рівнів. Крім того, існують три міжнародні університети, а саме «Фервью», «Сунвай» та «Японська школа Куала-Лумпур».

## Транспорт
Місто Субанг-Джая пов'язане зі столицею Куала-Лумпур і містами Шах-Алам, Петалінг Джая і Кланг системою автомобільних доріг.
Тут знаходиться старий столичний аеропорт Султан Абдул Азіз Шах, який часто називають: «Субанг-Аеропорт» або «Субанг-Скипарк».

## Міста-партнери
- Гіокі, Японія

## Галерея
| Нічний Субанг-Джая | Торговий центр | Проспект Ялан-Кемаюн-Субанг | Субанг-Джая, «Main Place» |